# Promising Young Woman
Pour plus de détails, voir Fiche technique et Distribution.
Promising Young Woman (Une jeune femme pleine de promesses au Québec) est un film britannico-américain écrit et réalisé par Emerald Fennell, sorti en 2020.
Le film suit les pérégrinations de Cassie (Carey Mulligan), une jeune femme traumatisée par la perte de sa meilleure amie, qui s'est donnée la mort après un viol, à l'époque où elles étaient étudiantes en médecine. Désormais, Cassie erre la nuit à la recherche de potentiels abuseurs pour les affronter ensuite. Quand elle retrouve un ancien camarade de classe (Bo Burnham), sa vie bascule dans la vengeance.
Coproduit par l'actrice australienne Margot Robbie, il s'agit du premier long métrage de Fennell en tant que réalisatrice. Le film est diffusé en avant-première au Festival du film de Sundance 2020 et reçoit des critiques majoritairement positives, avec des éloges pour son scénario, sa réalisation et l'interprétation de Carey Mulligan.
Le film remporte l'Oscar du meilleur scénario original à la cérémonie des Oscars 2021, où il était également nommé pour l'Oscar du meilleur film, de la meilleure réalisation, du meilleur montage et de la meilleure actrice pour Carey Mulligan.

## Synopsis
Cassie Thomas est une femme de 30 ans qui vit dans l'Ohio avec ses parents. Elle a quitté la faculté de médecine, des années plus tôt, après le viol de sa meilleure amie, Nina Fisher, par leur camarade de classe Al Monroe. L'Université et la Justice ont abandonné toute enquête et il est admis que la victime s'est suicidée.
Depuis, Cassie sort dans les bars et clubs la nuit et feint l'ivresse jusqu'à ce qu'un homme la ramène chez lui et tente de profiter d'elle, avant qu'elle ne l'affronte et lui fasse la leçon. Elle tient un carnet qui montre qu'elle a procédé de la sorte avec beaucoup d'hommes.
Dans le café où elle travaille, Cassie retrouve un ancien camarade de classe, Ryan Cooper, avec qui elle finit par entamer une relation amoureuse. Il l'invite à sortir et mentionne le mariage prochain d'Al Monroe, le violeur de Nina. Cassie commence alors à élaborer un plan pour se venger de tous ceux qu'elle tient pour responsables du viol et de la mort de Nina. Elle reprend d'abord contact avec une ancienne amie, Madison McPhee, et l'invite à déjeuner au restaurant. Celle-ci n'avait à l'époque pas cru aux accusations de Nina. Cassie lui fait boire de l'alcool afin de l'enivrer, et demande à un homme qu'elle a embauché de la conduire dans sa chambre d'hôtel pour lui faire croire qu'il a abusé d'elle. Après quoi, Cassie ignore les appels téléphoniques de Madison.
Elle cible ensuite Elizabeth Walker, la doyenne de la faculté de médecine, qui avait jadis rejeté la plainte de Nina à cause d'un prétendu manque de preuves. Cassie provoque d'abord une rencontre avec Amber, la fille adolescente de Mme Walker, et l'incite à monter dans sa voiture en prétendant être maquilleuse pour un groupe de musique qu'adore la jeune fille. Après avoir déposé la jeune fille qui pense rencontrer son groupe fétiche, elle se rend au bureau de la doyenne en prétextant vouloir reprendre ses études et l'interroge en fait sur les événements qui ont conduit au suicide de Nina. Lorsque Mme Walker tente de justifier son acte, Cassie lui annonce qu'elle a laissé Amber dans un dortoir avec des étudiants en état d'ébriété. Mme Walker regrette alors son inaction, terrifiée à l'idée de savoir sa fille en potentiel danger, mais Cassie lui révèle qu'Amber est en fait en sécurité dans un restaurant local.
Cassie rend ensuite visite à Jordan Green, l'avocat d'Al Monroe, qui avait harcelé Nina pour qu'elle renonce à sa plainte pour le viol. Il exprime des remords sincères et explique avoir subi une dépression sévère due à la culpabilité. Cassie renonce alors à faire entrer l'homme qui attendait dehors et qu'elle avait payé pour le tabasser, voire le tuer. Après avoir rendu visite à la mère de Nina, qui la presse de passer à autre chose, Cassie semble abandonner le reste de ses plans de vengeance, d'autant que sa relation avec Ryan semble prometteuse.
Un jour, Cassie trouve Madison McPhee qui attend devant sa maison, désespérée de ne pas savoir ce qui s'est réellement passé après le déjeuner au restaurant. Cassie la rassure en lui expliquant qu'il ne s'est rien passé et qu'elle est désolée de lui avoir fait peur. En réponse, Madison donne à Cassie un vieux téléphone contenant une vidéo du viol de Nina, qui avait été transmise à quasiment toute la promotion. Ce faisant, Madison interdit à Cassie de la recontacter. Dans cette vidéo, Cassie découvre Ryan parmi les spectateurs, qui semble s'amuser du spectacle. Le choc passé, elle menace de rendre publique la vidéo à moins qu'il ne lui apprenne où se déroulera l'enterrement de vie de garçon d'Al. Il finit par le lui dire, puis se défend d'avoir été autre chose qu'un simple spectateur passif. Devant le refus de Cassie d'accepter ses excuses, il la traite de ratée qui cherche à mettre fin à sa carrière, ainsi qu'à celle d'Al.
Déguisée en infirmière strip-teaseuse, Cassie arrive dans le chalet où se déroule l'enterrement de vie de garçon, drogue ses amis et emmène Al à l'étage. Elle le menotte alors à un lit, sous prétexte de jeu fétichiste, puis lui révèle tout ce qu'elle a appris. Cassie indique au violeur que son nom était constamment lié à Nina, alors que c'est lui qui aurait dû être lié au nom de Nina et qu'elle va y remédier. Cassie sort une trousse d'instruments médicaux et commence alors à graver au scalpel le nom de Nina sur le ventre d'Al. En se débattant, celui-ci finit par réussir à libérer un de ses bras et parvient ensuite à tuer Cassie en l'asphyxiant avec un oreiller. Le lendemain matin, Joe, le meilleur ami d'Al, le découvre, toujours menotté au lit, avec le cadavre de Cassie à ses côtés. Il rassure Al et décide de faire disparaître le corps, qui finit sur un bûcher.
Inquiets de ne pas la voir revenir, les parents de Cassie signalent sa disparition. La police commence à enquêter. Un policier vient interroger Ryan sur son lieu de travail. Ce dernier indique qu'ils ont rompu depuis quelques jours et que Cassie est psychologiquement instable et suicidaire, sans rien révéler de ses actions.
En réalité, Cassie a pris ses précautions, au cas où elle ne reviendrait pas : elle a envoyé à l'avocat Jordan Green le téléphone avec la vidéo du viol de Nina, ainsi que des informations indiquant l'endroit où elle allait et qui serait responsable si elle disparaissait. Avec ces renseignements, la police retrouve sa dépouille calcinée, puis arrête Al le jour de son mariage, tandis que Joe profite de la stupéfaction liée à l'arrivée de la police pour s'enfuir. Ryan reçoit alors plusieurs SMS programmés par Cassie, signés de son nom et de celui de Nina, lui indiquant qu'elle avait en fait tout prévu : justice est donc rendue.

## Fiche technique
Sauf indication contraire, les informations mentionnées dans cette section peuvent être confirmées par la base de données cinématographiques IMDb,  présente dans la section « Liens externes ».
- Titre original : Promising Young Woman
- Titre québécois : Une jeune femme pleine de promesses
- Réalisation : Emerald Fennell
- Scénario : Emerald Fennell
- Musique : Anthony Willis
- Direction artistique : Liz Kloczkowski
- Décors : Michael T. Perry
- Costumes : Nancy Steiner
- Photographie : Benjamin Kracun
- Montage : Frédéric Thoraval
- Production : Margot Robbie, Josey McNamara, Tom Ackerley, Ben Browning, Ashley Fox et Emerald Fennell
- Production déléguée : Glen Basner, Alison Cohen, Carey Mulligan et Milan Popelka
- Sociétés de production : FilmNation Entertainment et LuckyChap Entertainment
- Société de distribution : Focus Features (États-Unis) / Universal Pictures (international)
- Budget : 5 à 10 millions de dollars[2]
- Pays de production :  Royaume-Uni,  États-Unis
- Langue originale : anglais
- Format : couleur — 2.39:1 — son Dolby Atmos
- Genre : thriller et comédie noire
- Durée : 113 minutes
- Dates de sortie :
  - États-Unis : 25 janvier 2020 (Festival du film de Sundance 2020) ; 25 décembre 2020 (sortie globale)
  - Royaume-Uni : 4 avril 2020 (Festival du film de Glasgow 2020) ; 16 avril 2021 (sortie globale)
  - Québec : 26 février 2021
  - Luxembourg : 21 avril 2021
  - Suisse romande : 12 mai 2021
  - France : 26 mai 2021
- Classification :
  - États-Unis : R - Restricted (Interdit aux moins de 17 ans non accompagnés d'un adulte)
  - Québec : 13 ans +
  - Suisse : Interdit aux moins de 16 ans
  - France : Tous publics avec avertissement (cinéma et vidéo) / Interdit aux moins de 12 ans (télévision)

## Distribution
- Carey Mulligan (VF : Élisabeth Ventura ; VQ : Pascale Montreuil) : Cassandra « Cassie » Thomas
- Bo Burnham (VF : Lazare Herson-Macarel) : Ryan Cooper
- Alison Brie (VF : Julia Faure) : Madison McPhee
- Clancy Brown (VF : Paul Borne ; VQ : Benoît Rousseau) : Stanley Thomas
- Jennifer Coolidge (VF : Sylvie Genty ; VQ : Marie-Andrée Corneille) : Susan Thomas
- Laverne Cox (VF : Rebecca Finet) : Gail
- Chris Lowell (VF : Marc Arnaud) : Alexander « Al » Monroe
- Molly Shannon (VF : Danièle Douet) : Mrs Fisher, mère de Nina
- Connie Britton (VF : Emmanuelle Bondeville) : la doyenne Walker
- Adam Brody (VF : Donald Reignoux ; VQ : Nicolas Charbonneaux-Collombet) : Jerry
- Max Greenfield (VF : Sébastien Desjours) : Joe Macklemore III
- Christopher Mintz-Plasse (VF : Maxime Baudouin ; VQ : Sébastien Reding) : Neil
- Steve Monroe : le détective Lincoln Waller
- Sam Richardson : Paul
- Ray Nicholson (VF : Sébastien Baulain) : Jim
- Timothy E. Goodwin : Monty
- Vince Lozano : Simon
- Alfred Molina (VF : Gabriel Le Doze) : Jordan Green (non crédité)
- Emerald Fennell : la youtubeuse du tuto beauté (caméo, non créditée)

Version française réalisée par les Studios de Saint-Ouen sous la direction artistique d'Hervé Rey avec une adaptation de dialogues d'Hélène Monsché.

## Production

### Développement
Emerald Fennell commence à développer le concept du film en 2017 puis réussit à vendre le script à la société de production de Margot Robbie, LuckyChap Entertainment, après avoir seulement présenté la scène d'introduction.
Pour développer le personnage de Cassie, Fennell a réalisé des mood boards afin d'illustrer les différentes facettes de sa personnalité. À l'origine, le scénario se terminait après la crémation du corps de Cassie par Al et Joe, mais certains producteurs ne voulaient pas d'une fin négative pour le film. Fennell a alors considéré l'idée de faire revenir Cassie durant le mariage pour tuer Al et Joe, mais jugea que ce n'était pas assez réaliste. Elle décide alors d'écrire la fin définitive du film, dans laquelle Cassie a un plan au cas où elle serait tuée durant sa dernière mission, mort que Cassie a peut-être même choisie, en réalité.
Pour Fennell, l'arrestation d'Al durant son mariage reflète le sens de l'humour de Cassie, ce qui explique pourquoi elle a développé cette idée.

### Attribution des rôles
En janvier 2019, il est annoncé que Carey Mulligan interprétera le personnage principal du film et Fennell est également annoncée en tant que réalisatrice. En mars de la même année, plusieurs acteurs viennent compléter la distribution dont Bo Burnham, Alison Brie, Jennifer Coolidge, Clancy Brown, Laverne Cox et Connie Britton.
Dans un article de The Ringer, il est dévoilé que la production a délibérément engagé des acteurs masculins ayant principalement interprété des personnages bons et sympathiques auparavant, afin de renforcer l'idée que n'importe qui peut être un prédateur.

### Tournage
Le tournage du film s'est déroulé à Los Angeles. Il a commencé le 26 mars 2019 et a duré vingt-trois jours.

### Musique
En décembre 2019, il est annoncé qu'Anthony Willis composera la musique du film.
Un album contenant les chansons du film sort le 4 décembre 2020, édité par Capitol Records.
Liste des titres
| No  | Titre                               | Artiste          | Durée |
| --- | ----------------------------------- | ---------------- | ----- |
| 1.  | Boys (DROELOE Remix)                | Charli XCX       | 3:36  |
| 2.  | Last Laugh                          | Fletcher         | 2:42  |
| 3.  | Uh-Oh                               | Cyn              | 3:11  |
| 4.  | Selenas                             | Maya B           | 3:27  |
| 5.  | He Hit Me (And It Felt Like a Kiss) | Carmen DeLeon    | 2:35  |
| 6.  | Nothing’s Gonna Hurt You Bab        | Donna Missal     | 3:17  |
| 7.  | Nihilist                            | Muna             | 3:25  |
| 8.  | It's Raining Men                    | DeathbyRomy      | 3:43  |
| 9.  | Can’t Help the Way I Feel           | Lily & Madeleine | 3:14  |
| 10. | Stars Are Blind                     | Paris Hilton     | 3:58  |
| 11. | Come and Play with Me               | DeathbyRomy      | 3:08  |
| 12. | Drinks                              | Cyn              | 2:30  |
| 13. | Ur Eyes                             | Blessus          | 4:30  |
| 14. | Downhill Lullaby                    | Sky Ferreira     | 5:31  |
| 15. | Angel of the Morning (en)           | Juice Newton     | 4:12  |
| 16. | Toxic                               | Anthony Willis   | 1:51  |

Un second album, contenant les compositions d'Anthony Willis pour le film, est sorti le 18 décembre 2020, édité par Back Lot Music.
Liste des titres
| No  | Titre                   | Durée |
| --- | ----------------------- | ----- |
| 1.  | Hymn For Nina           | 2:26  |
| 2.  | Al Monroe               | 2:31  |
| 3.  | Madison                 | 3:19  |
| 4.  | Ryan                    | 2:06  |
| 5.  | Damsels & ‘Good Guys’   | 1:53  |
| 6.  | The Dean at Forrest     | 3:04  |
| 7.  | A Legal Redemption      | 3:14  |
| 8.  | Cassie                  | 1:48  |
| 9.  | Blue Halo               | 2:22  |
| 10. | Squeezed Out            | 6:45  |
| 11. | Missing Person’s Report | 0:59  |
| 12. | Thriller Suite          | 8:59  |
| 13. | Romance Suite           | 3:32  |

## Sortie
En février 2019, Focus Features acquiert les droits de distribution du film pour les États-Unis et Universal Pictures pour le reste du monde.
Le film est diffusé en avant-première le 25 janvier 2020 au festival du film de Sundance 2020. Le film devait ensuite sortir au cinéma le 17 avril 2020, mais a été retiré du planning de sortie à la suite de la fermeture des cinémas en réponse à la pandémie de Covid-19. La date de sortie est finalement reportée au 25 décembre 2020.
Avant sa sortie en Italie, le doublage du film provoque une controverse, Universal Pictures Italy ayant fait doubler l'actrice Laverne Cox par un homme. La sortie du film dans le pays est alors repoussée afin de faire doubler les passages de Cox par une femme, cette fois-ci.

## Accueil

### Critique
Aux États-Unis, le film reçoit un accueil majoritairement positif de la part des critiques. Sur le site agrégateur de critiques Rotten Tomatoes, il obtient un score de 90 % de critiques positives, avec une note moyenne de 8,10/10 sur la base de 364 critiques positives et 40 négatives, lui permettant d'obtenir le label « Frais », le certificat de qualité du site.
Le consensus critique établi par le site résume que le film est « un thriller audacieusement provocateur et un bon premier long-métrage pour Emerald Fennell ainsi qu'un point culminant pour la carrière de Carey Mulligan ». Parmi les critiques positives, de nombreuses encensent le scénario, la réalisation ainsi que la performance de Mulligan.
En France, Première indique : « la promo de Promising Young Woman a beau promettre une chasse ouverte au mec relou, le propos d'Emerald Fennell est plus subtil. La réalisatrice choisit le registre de la comédie noire, et veut déconstruire — avec plus de pédagogie qu'on ne le mérite — autant les comportements malsains masculins que le genre même du rape and revenge ». Laurent Duroche dans Mad Movies indique au contraire :« Emerald Fennell, toute à son envie de signer un pamphlet inscrit dans l'air du temps, préfère persister dans la caricature épaisse plutôt que de donner à ses personnages l'occasion d'être autre chose que des symboles dénués d'âme »
Anaïs Bordages du HuffPost établit un parallèle avec le film français Revenge et livre une analyse du genre rape and revenge notamment sur la place de la nudité et de la violence. Bordages parle positivement de l'absence de ces éléments dans Promising Young Woman : « Le film joue sur toute notre compréhension des "rape and revenge" et de ce qu’on pense des victimes de viol qui vont se venger en tuant leur violeur ». Elle ajoute que dans le film « il n’y a aucun flash-back. La traditionnelle humiliation, elle, n’apparaît pas. On sait ce que c’est un viol, On n’a pas besoin de montrer le viol pour susciter de l’empathie ».

### Box-office
| Pays ou région | Box-office     | Date d'arrêt du box-office | Nombre de semaines |
| -------------- | -------------- | -------------------------- | ------------------ |
| France         | 97 744 entrées | 15 juin 2021               | 3                  |
| États-Unis     | 6 460 965 $    | 29 avril 2021              | 18                 |
| Mondial        | 17 122 775 $   | -                          | -                  |

## Distinctions
Sauf indication contraire, les informations mentionnées dans cette section peuvent être confirmées par la base de données cinématographiques IMDb,  présente dans la section « Liens externes ».

### Récompenses
- Chicago Film Critics Association Awards 2020 : Prix Milos Stehlik du cinéaste prometteur pour Emerald Fennell
- Florida Film Critics Circle 2020 : Meilleur premier film pour Emerald Fennell
- Los Angeles Film Critics Association Awards 2020 :
  - Meilleur scénario pour Emerald Fennell
  - Meilleure actrice pour Carey Mulligan
- Oscars 2021 : Meilleur scénario original pour Emerald Fennell
- AACTA Awards 2021 : Meilleur film international
- Austin Film Critics Association Awards 2021 :
  - Meilleur premier film pour Emerald Fennell
  - Meilleure actrice pour Carey Mulligan
- BAFTA 2021 :
  - Meilleur film britannique
  - Meilleur scénario original pour Emerald Fennell
- Critics' Choice Movie Awards 2021 :
  - Meilleur scénario original pour Emerald Fennell
  - Meilleure actrice pour Carey Mulligan
- Dorian Awards 2021 : 
  - Meilleur scénario pour Emerald Fennell
  - Meilleure performance par une actrice dans un film pour Carey Mulligan
- Hollywood Critics Association Awards 2021 : 
  - Meilleur film
  - Meilleur premier film pour Emerald Fennell
  - Meilleur scénario original pour Emerald Fennell
  - Meilleure actrice pour Carey Mulligan
- Hollywood Music in Media Awards 2021 : Meilleure bande-originale
- Film Independent's Spirit Awards 2021 :
  - Meilleur scénario pour Emerald Fennell
  - Meilleure actrice pour Carey Mulligan
- National Board of Review Awards 2021 : Meilleure actrice pour Carey Mulligan
- Festival international du film de Palm Springs 2021 : Prix de la star internationale pour Carey Mulligan
- Festival international du film de Santa Barbara 2021 : Prix Cinema Vanguard pour Carey Mulligan
- Seattle Film Critics Society Awards 2021 : Meilleur scénario pour Emerald Fennell
- Set Decorators Society of America Awards 2021 : Meilleurs décors contemporains dans un film
- Washington DC Area Film Critics Association Awards 2021 : Meilleur scénario original pour Emerald Fennell
- Writers Guild of America Awards 2021 : Meilleur scénario original pour Emerald Fennell
- Prix du cinéma européen 2021 : Discovery of the Year - Prix FIPRESCI

### Nominations
- Chicago Film Critics Association Awards 2020 :
  - Meilleur film
  - Meilleur réalisation pour Emerald Fennell
  - Meilleur scénario original pour Emerald Fennell
  - Meilleure actrice pour Carey Mulligan
- Florida Film Critics Circle 2020 :
  - Meilleur scénario original pour Emerald Fennell
  - Meilleure actrice pour Carey Mulligan
- Oscars 2021 :
  - Meilleur film
  - Meilleur réalisation pour Emerald Fennell
  - Meilleure actrice pour Carey Mulligan
  - Meilleur montage
- AACTA Awards 2021 :
  - Meilleur réalisation étrangère pour Emerald Fennell
  - Meilleur scénario étranger pour Emerald Fennell
  - Meilleure actrice étrangère pour Carey Mulligan
- American Cinema Editors Awards 2021 : Meilleur montage pour un film de comédie
- Art Directors Guild Awards 2021 : Meilleur décors dans un film contemporain
- Austin Film Critics Association Awards 2021 :
  - Meilleur film
  - Meilleur réalisation pour Emerald Fennell
  - Meilleur scénario original pour Emerald Fennell
- BAFTA 2021 :
  - Meilleur film
  - Meilleur casting
  - Meilleur montage
  - Meilleure musique de film
- Casting Society of America Awards 2021 : Meilleur casting pour un film dramatique
- Costume Designers Guild Awards 2021 : Meilleur costume dans un film contemporain
- Critics' Choice Movie Awards 2021 :
  - Meilleur film
  - Meilleure réalisation pour Emerald Fennell
  - Meilleurs costumes
  - Meilleur maquillage
- Directors Guild of America 2021 : Meilleure réalisation pour un film pour Emerald Fennell
- Dorian Awards 2021 : 
  - Meilleur film
  - Meilleure réalisation pour Emerald Fennell
- Golden Globes 2021 : 
  - Meilleur film dramatique
  - Meilleure réalisation pour Emerald Fennell
  - Meilleur scénario pour Emerald Fennell
  - Meilleure actrice dans un film dramatique pour Carey Mulligan
- Hollywood Critics Association Awards 2021 : 
  - Meilleure réalisatrice pour Emerald Fennell
  - Meilleur acteur dans un rôle secondaire pour Bo Burnham
  - Meilleure distribution
  - Meilleur montage
  - Meilleur coiffure et maquillage
- Hollywood Music in Media Awards 2021 : Meilleure supervision musicale dans un film
- Film Independent's Spirit Awards 2021 : Meilleure réalisation pour Emerald Fennell
- London Film Critics Circle Awards 2021 :
  - Film de l'année
  - Actrice de l'année pour Carey Mulligan
  - Actrice britannique de l'année pour Carey Mulligan
  - Révélation cinéaste de l'année pour Emerald Fennell
- Make-Up Artists and Hair Stylists Guild 2021 :
  - Meilleur maquillage contemporain dans un film
  - Meilleur coiffure contemporaine dans un film
- MTV Movie & TV Awards 2021 :
  - Meilleur film
  - Meilleure performance dans un film pour Carey Mulligan
- Producers Guild of America Awards 2021 : Meilleur film sorti au cinéma
- Screen Actors Guild Awards 2021 : Meilleure actrice pour Carey Mulligan
- Seattle Film Critics Society Awards 2021 :
  - Meilleur film de l'année
  - Meilleure réalisation pour Emerald Fennell
  - Meilleure actrice pour Carey Mulligan
- Toronto Film Critics Association Awards 2021 : Meilleur premier film
- Washington DC Area Film Critics Association Awards 2021 :
  - Meilleur film
  - Meilleure réalisation pour Emerald Fennell
  - Meilleure actrice pour Carey Mulligan